# Arenga retroflorescens
Arenga retroflorescens är en enhjärtbladig växtart som beskrevs av Harold Emery Moore och Willem Meijer. Arenga retroflorescens ingår i släktet Arenga och familjen Arecaceae. Inga underarter finns listade i Catalogue of Life.